# リアム・マッキンタイア
リアム・マッキンタイア（Liam McIntyre, 1982年2月8日 - ）は、オーストラリア・アデレード出身の俳優。
2010年、アメリカ合衆国のテレビドラマ『スパルタカス』が大好評を博し、続編が制作される事になったが、クランクイン直前の同年3月、主人公・スパルタカス役のアンディ・ホイットフィールドが非ホジキンリンパ腫である事を公表、ドラマを降板して治療に専念する事になった。
制作サイドは続編制作を一時ストップさせ、かねて温めていたプロットであるバティアトゥスの過去の物語を膨らませた前日譚『スパルタカス ゴッド・オブ・アリーナ』を制作して彼の復帰を待ったが、2011年9月11日、ホイットフィールドが18か月の闘病の末、40歳で死去したため、マッキンタイアがその代役に抜擢され、続編『スパルタカスII』、『スパルタカスIII ザ・ファイナル』が制作された。
2014年には、レニー・ハーリン監督の最新作であるファンタジー・アドベンチャー映画『ザ・ヘラクレス』に出演する。
2014年1月、2010年から交際していた女優で歌手のエリン・ハサンと地元オーストラリアのメルボルンで結婚した。